# マンソリー・ル・マンソリー
マンソリー・ル・マンソリー (Mansory Le Mansory GT・Mansory Le Mansory GTC) は、ドイツの自動車チューニングメーカーであるマンソリー社がベントレー・コンチネンタルGTをベースに開発した自動車である。
マンソリー・ル・マンソリーGTがコンチネンタルGT、マンソリー・ル・マンソリーGTCはコンチネンタルGTC (オープンタイプ) がベース車両となっている。他のマンソリーの多くの車種が備えている昼間点灯用LEDライトやフロント部の大型エアインテーク、側面部のサイドスカートや拡大されたフェンダー、トランク上部のスポイラーなどが特徴である。このモデルは24台だけ生産される限定モデルである。